# 恩仁·薩勒斯
恩仁·德·阿勞若·薩勒斯（葡萄牙語：Eugênio de Araújo Sales；1920年11月8日—2012年7月9日）是天主教巴西籍司鐸級樞機、里約熱內盧聖塞巴斯蒂昂總教區總主教及樞機團首席司鐸。

## 生平
薩勒斯於1920年11月8日在巴西北大河州的市鎮阿卡里出生。他於1943年11月21日在納塔爾教區晉鐸。
他於1954年8月15日晉牧，並獲教宗庇護十二世任命為納塔爾總教區輔理主教，領蒂比卡領銜教區主教銜。他於1971年3月3日獲委任為里約熱內盧聖塞巴斯蒂昂總教區總主教。薩勒斯主教曾出席於1962年至1965年期間舉行的第二次梵蒂岡大公會議。
教宗保祿六世於1969年4月28日將他擢升為司鐸級樞機。他於2001年7月25日榮休，由聖心司鐸會會士歐瑟伯·奧斯卡·曬德接任里約熱內盧聖塞巴斯蒂昂總教區正權總主教。
薩勒斯於2012年7月9日在巴西里約熱內盧去世，終年91歲。

## 牧徽

恩仁·德·阿勞若·薩勒斯樞機牧徽